# Das Traumschiff: Bali (1986)
Das Traumschiff: Bali ist ein deutscher Fernsehfilm von Hans-Jürgen Tögel aus dem Jahr 1986. Es ist der 14. Film der Reihe Das Traumschiff des Fernsehsenders ZDF.

## Handlung
Die Handlung besteht aus zwei Geschichten, die jeweils einen eigenen Untertitel haben und wie üblich nebeneinander spielen.
Liebe durch zwei
Die Zwillinge Horst und Heinz Balinsky mogeln sich als eine Person zu zweit aufs Schiff und wechseln sich zu festen Zeiten ab, wer wann die Kabine verlassen darf, damit der Betrug nicht auffliegt. Da sich einer der Männer in die schöne Lydia Hansen verliebt, verbringen beide Zeit mit Lydia, jeweils zu ihrer Zeit. Lydias Ehemann Paul Hansen, der sich an Land bei einem Sturz verletzt hat und Bettruhe verordnet bekam, sieht das gar nicht gerne. Schließlich will Paul den Liebhaber seiner Frau zur Rede stellen. Bei einem Streit stößt er Balinsky vom Schiff ins Meer – dieser geht unter und stirbt. Der andere Zwilling trauert. Es bleibt offen, welche Konsequenzen der Unfall/Totschlag für Paul hat.
Die kleinen Kuppler
Für das zerstrittene Ehepaar Katrin und Michael Berger soll der Urlaub eine Art Versöhnungsreise werden. Ihre beiden Kinder Sandra und Ralf planen, die Eltern einander eifersüchtig zu machen. Geschickt verkuppeln sie zuerst ihren Vater mit einer attraktiven Frau und danach ihre Mutter mit einem anderen Mann. Doch der Plan scheint nicht aufzugehen; die Liebschaft des Anderen scheint weder Mutter noch Vater zu stören. Am Ende erreichen die Kinder auf anderem Weg doch noch ihr Ziel und die Eltern versöhnen sich.

## Produktion
Gedreht wurde zum zweiten Mal auf dem Schiff Berlin, das zu Beginn aus dem Hamburger Hafen ausläuft, und auf Bali.
Es ist der achte Film der Reihe mit Heinz Weiss als Kapitän Heinz Hansen.

## Veröffentlichung
Die Erstausstrahlung war am vierten Adventssonntag, den 21. Dezember 1986 im ZDF.
Der 67. Film der Traumschiff-Reihe aus dem Jahr 2012 trägt denselben Titel und hat ebenfalls Bali als Ziel.

## Trivia
Gaby Dohm und Christian Kohlund spielten damals zur gleichen Zeit in der Serie Die Schwarzwaldklinik Christa Brinkmann und Prof. Alexander Vollmers, die dort befreundet sind, obwohl Vollmers in sie verliebt ist. Volker Brandt spielte Dr. Schübel.